# آندرس وود
آندرس وود (انگلیسی: Andres Wood)، (زاده ۱۹۶۵ در سانتیاگو) فیلم‌نامه‌نویس، تهیه‌کننده و کارگردان فیلم اهل شیلی است.
عمده شهرت وی به دلیل کارگردانی ۳ فیلم ماچوکا (۲۰۰۴)، ویولتا به بهشت می‌رود (۲۰۱۱) و عنکبوت (۲۰۱۹) می‌باشد.
فیلم عنکبوت به عنوان نماینده سینمای شیلی در نود و دومین دوره جوایز اسکار در بخش جایزه اسکار بهترین فیلم بین‌المللی معرفی شد که البته در بین نامزدهای نهایی قرار نگرفت.

## زندگی‌نامه
وود متولد سانتیاگو و یک شیلیایی با تبار ایرلندی و اسکاتلندی است. به گفته خودش بیشترین تأثیر هنری را به سبب دوران کودکی‌اش که مصادف با شروع دیکتاتوری پینوشه بود، می‌داند. پدر وود معمار و مادرش معلم و هر دو محافظه‌کار و طرفدار دولت آلنده بودند. آندرس وود در کالج سنت جورج تحصیل کرد. وی در سال ۱۹۸۸ در رشته حقوق از دانشگاه کاتولیک پاپی شیلی فارغ‌التحصیل شد. پس از آن در سال ۱۹۹۱ در رشته تولید فیلم در دانشگاه نیویورک تحصیل کرد.
وود متعلق به بدنه سینمای مدرن شیلی است. از آغاز هزاره سوم سینمای شیلی دارای اعتبار جهانی شده‌است. چندین فیلم موفق مانند تیزر احساسی (۱۹۹۹) ساخته کریستین گالاز، سکس با عشق (۲۰۰۳) ساخته بوریس کوئرشیا و ماچوکا (۲۰۰۴) ساخته آندرس وود در گیشه نیز رونق سینمای شیلی را نوید دادند.

## فیلم‌شناسی
- تاریخچه فوتبال (۱۹۹۷)
- انتقام (۱۹۹۹)
- قرن ما (۱۹۹۹)
- تب دیوانه (۲۰۰۱)
- ماچوکا (۲۰۰۴)
- زندگی خوب (۲۰۰۸)
- ویولتا به بهشت می‌رود (۲۰۱۱)
- عنکبوت (۲۰۱۹)[۶]